# Khun Chang Khun Phaen

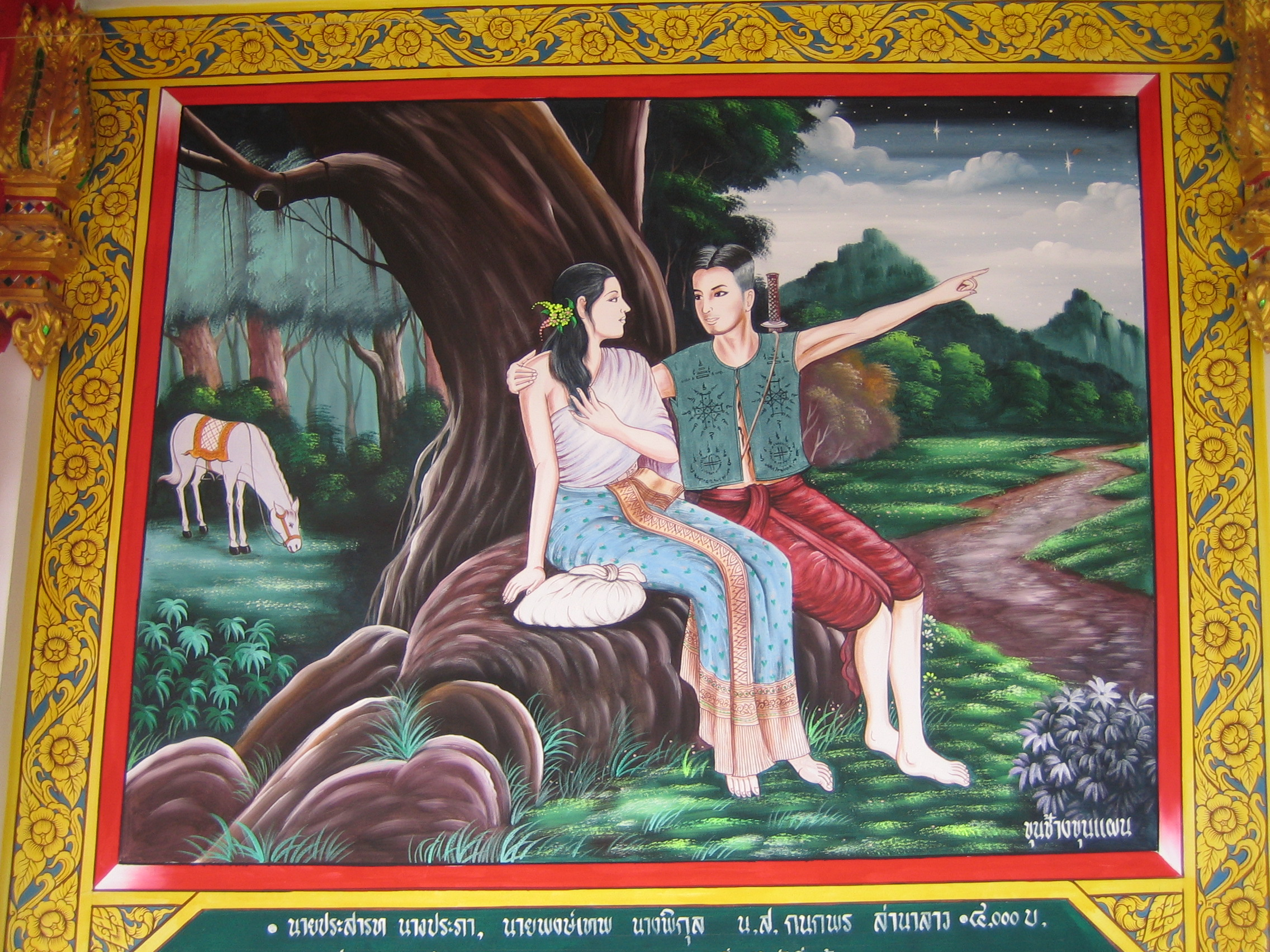
Khun Phaen und Wanthong fliehen in den Wald. Wandmalerei im Pavillon auf Khao Phra, Amphoe U Thong (Provinz Suphan Buri).

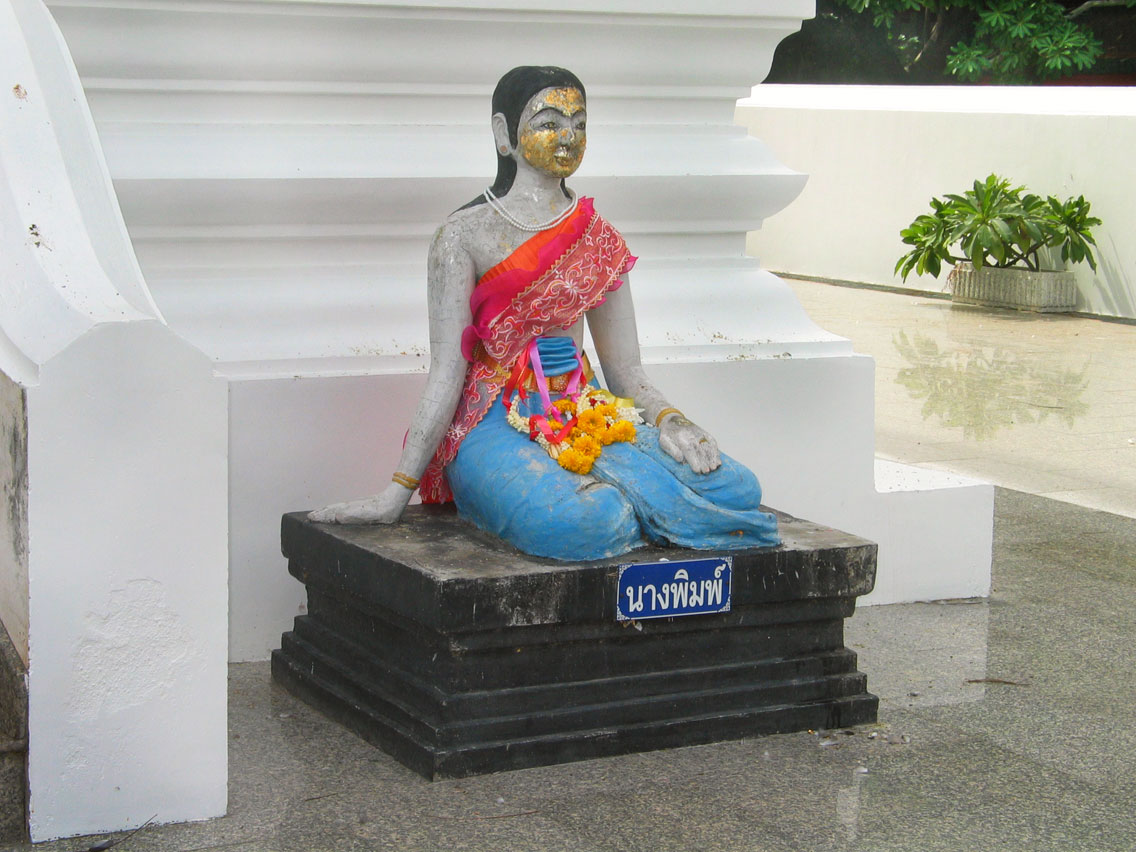
Darstellung der Nang Phim (Wanthong) vor Wat Pa Lelai, Suphan Buri

Die Geschichte von Khun Chang Khun Phaen (thailändisch ขุนช้างขุนแผน, Aussprache: [kʰǔn t͡ɕʰáːŋ kʰǔn pʰɛ̌ːn]) ist ein thailändisches Versepos und einer der wichtigsten Klassiker der thailändischen Literatur.
Das Grundmotiv stammt aus volkstümlichen Überlieferungen, die über Generationen von sogenannten Sepha-Erzählern vorgetragen wurden. Im frühen 19. Jahrhundert wurde es von verschiedenen Dichtern – darunter der thailändische Nationaldichter Sunthon Phu – niedergeschrieben und um viele Details und Ausschmückungen ergänzt. Sogar zwei Könige versuchten sich an der Bearbeitung des Stoffes. Die heute als offiziell geltende Fassung wurde 1917/18 von Prinz Damrong Rajanubhab zusammengestellt.
Kernmotiv ist eine klassische Dreiecksgeschichte: Khun Chang und Khun Phaen, die beide dem niederen Adel angehören – der eine reich, aber hässlich, der andere schneidig, aber mittellos – werben um die liebliche Wanthong. Im Verlauf der Handlung, die sich über einen Zeitraum von 50 Jahren erstreckt, kommt es zu zwei Kriegen, zu Entführungen, Verrat, einem idyllischen Waldaufenthalt, Gerichtsverfahren, Folter und Haft. Letztlich verurteilt der König Wanthong zum Tode, weil sie sich weigert, sich endlich für einen der beiden Männer zu entscheiden. Den Reiz des Stückes machen so vielfältige Elemente wie Heldenmut, romantische Liebe, Sexualität, Gewalt, übersinnliche Fähigkeiten, Horror, stellenweise derbe Komik, aber auch Abschnitte lyrischer Schönheit aus.
Das Stück ist in Thailand weitbekannt, Kinder lernen Abschnitte daraus in der Schule. Motive der Geschichte sind Gegenstand von Liedern, prägen Sprichwörter und Redewendungen der thailändischen Alltagssprache. Es gibt mehrere Verfilmungen (unter anderem Kunpan von 2002). Szenen aus Khun Chang Khun Phaen sind Motive für zahlreiche Werke der thailändischen Kunst.